# Guy Edmonds
Guy Edmonds es un actor australiano conocido por sus actuaciones en las obras Holding the Man, Toy Symphony y a Brodie Upton en Home and Away.

## Carrera
Guy ha aparecido en películas como Bedlam, Red Dot, Almost, Invasion, Rapid Fear, entre otros...
En el 2005 apareció de forma recurrente en la serie All Saints donde interpretó al paramédico Stuart Mapleston.
En el 2009 interpretó varios personajes en la serie Double Take.
En el 2011 apareció como invitado en las series At Home with Julia y en The Kangaroo Gang. Ese mismo año apareció en la serie Underbelly: Razor donde interpretó al gánster y criminal Greg "The Gunman" Gaffney y en la exitosa serie australiana Home and Away donde interpretó a Brodie Upton, uno de los miembros de la banda River Boys quien decide irse de la bahía para escapar de la policía.
En el 2012 se unió al elenco de la serie cómica A Moody Christmas donde interpretó a Hayden Roberts hasta el final de la serie.
En el 2013 apareció como invitado en varios episodios de la segunda temporada de la serie House Husbands donde interpreta a Liam, el padre de Stella (Edwina Royce).
En el 2014 interpretará nuevamente a Hayden Roberts ahora en la serie The Moodys, la cual es una secuela de la serie "A Moody Christmas".

## Filmografía

### Series de televisión
| Año  | Título             | Personaje                 | Notas                    |
| ---- | ------------------ | ------------------------- | ------------------------ |
| 2016 | The Code           | Gary Hunter               | 3 episodios              |
| 2014 | Black Comedy       | Invitado                  | episodio # 1.1           |
| 2014 | The Kangaroo Gang  | Georgie Gardiner          | episodio # 1.2           |
| 2014 | The Moodys         | Hayden Roberts            | episodio "Australia Day" |
| 2013 | Wonderland         | Jason                     | episodio "Dreams"        |
| 2013 | Camp               | Joven Policía             | episodio "Harvest Moon"  |
| 2013 | House Husbands     | Liam                      | 2 episodios              |
| 2012 | A Moody Christmas  | Hayden Roberts            | 6 episodios              |
| 2013 | Wonderland         | Jason                     | episodio "Dreams"        |
| 2013 | Camp               | Joven Oficial             | episodio "Harvest Moon"  |
| 2011 | The Kangaroo Gang  | Georgie Gardiner          | -                        |
| 2011 | Underbelly: Razor  | Greg "The Gunman" Gaffney | 8 episodios              |
| 2011 | At Home with Julia | Joven                     | episodio "Date Night"    |
| 2011 | Home and Away      | Brodie Upton              | 10 episodios             |
| 2009 | Double Take        | Varios Personajes         | 11 episodios             |
| 2007 | Hammer Bay         | Mike Richmond             | -                        |
| 2005 | All Saints         | Stuart Mapleston          | 19 episodios             |

### Películas
| Año  | Título            | Personaje         | Notas                                                                             |
| ---- | ----------------- | ----------------- | --------------------------------------------------------------------------------- |
| 2015 | The Immortal      | Hombre            | corto                                                                             |
| 2015 | Drone             | Dalton            | junto a Peter Phelps                                                              |
| 2014 | Bedlam            | George Kilner     | junto a John Boxer & Peter McAllum                                                |
| 2014 | Awkward Horse     | Varios Personajes | corto - junto a Emily Rose Brennan, Tom Oakley & John Shrimpton                   |
| 2014 | The Witching Hour | Hombre            | corto - junto a Samantha Tolj, Maggie Dence, Rhys James & Hannah Bath             |
| 2014 | Super Awesome!    | Gary Eastwood     | junto a Matt Zeremes, Rob Carlton, Annie Maynard, Krew Boylan & Patrick Brammall  |
| 2013 | A Better Man      | -                 | corto - junto a Kevin Spink, Peter Marshall, Natalie Trent & Tony Brockman        |
| 2012 | Census            | Davin             | corto - junto a Heather Mitchell, Geoff Morrell, Bruce Spence & Jessica Tovey     |
| 2012 | Almost            | Tom               | corto - junto a Maeve Dermody & Toby Schmitz                                      |
| 2012 | Silver Stiletto   | Silver Stiletto   | corto - junto a Bille Brown & Robyn Moore                                         |
| 2012 | The Red Valentine | Hombre            | corto - junto a Clare Bowen, Heather Mitchell & Felix Williamson                  |
| 2011 | Liv               | Sam               | corto - junto a Jack Campbell                                                     |
| 2011 | Cupid             | Cupido            | corto - junto a Clare Bowen, Dieter Brummer, Caroline Brazier & Alyssa McClelland |
| 2010 | It's a Treat      | David             | corto - junto a Peter Adams                                                       |
| 2009 | Invasion          | Simon             | corto - junto a Krew Boylan                                                       |
| 2004 | Rapid Fear        | Nick Morelli      | junto a Steven Grives & Helen Christinson                                         |

### VideoJuegos
| Año  | Título      | Personaje | Notas                           |
| ---- | ----------- | --------- | ------------------------------- |
| 2013 | Crime Plays | Beau      | prestó su voz para el personaje |

### Productor, Escritor & Director
| Año  | Película        | Notas                                              |
| ---- | --------------- | -------------------------------------------------- |
| 2015 | The Inmortal    | corto - productor                                  |
| 2014 | Awkward Horse   | corto - director, productor, escritor & editor     |
| 2014 | Super Awesome!  | productor, escritor & director                     |
| 2014 | JB & the Mule   | editor                                             |
| 2013 | A Better Man    | corto - productor                                  |
| 2013 | Three           | corto - editor                                     |
| 2012 | Silver Stiletto | productor, efectos digitales & asistente de editor |
| 2010 | It's a Treat    | corto - productor                                  |

### Teatro[3]
| Año              | Obra                            | Papel         | Director (a)   | Teatro               | Notas                                                                |
| ---------------- | ------------------------------- | ------------- | -------------- | -------------------- | -------------------------------------------------------------------- |
| 2010             | Orestes 2.0                     | Orestes       | Kate Revz      | Griffin Theatre      | junto a Simon Corfield, Annie Maynard, Gemma Pranita & Elan Zavelsky |
| 2008             | Emergency                       | -             | Kate Revz      | Parade Theatre       | junto a Jacinta Acevski, Anthony Gooley & Dale March                 |
| 2008             | Pool (No Water)                 | -             | Anthony Skuse  | Darlinghurst Theatre | junto a Angela Bauer & Lisa Griffiths                                |
| 2006, 2007, 2008 | Holding the Man                 | Tim Conigrave | David Berthold | Belvoir St. Theatre  | junto a Matt Zeremes & Jane Turner                                   |
| 2007             | Toy Symphony                    | -             | Neil Armfield  | Belvoir St. Theatre  | junto a Russell Dykstra, Justine Clarke & Richard Roxburgh           |
| 2007             | The Merchant of Venice          | -             | Tanya Goldberg | Belvoir St. Theatre  | junto a Ryan Hayward, Lee Jones & Eve Morey                          |
| 2006             | The Cold Child (Das Kalte Kind) | -             | Anthony Skuse  | Stables Theatre      | junto a Diana McLean, Claire van der Boom & Ryan Gibson              |
| 2002             | Building the Wall               | -             | John O'Hare    | QUT Theatre          | junto a Alexander Jenkins, Zoe Naylor & Suzannah Stock               |
| -                | The Lover                       | -             | -              | -                    | -                                                                    |
| -                | Fortune and Men's Eyes          | -             | -              | NIDA                 | -                                                                    |
| -                | It's About Time (musical)       | -             | -              | -                    | junto a Tom Jones, Florence & The Machine                            |